# Пагода
Пагодата (португалско произношение; на санскрит: भगवत्, бхагават – свещен, славен; на японски: 塔, то; на китайски: 寶塔, бао-та – кула на съкровища) е будистка или по-рядко индуистка постройка, обикновено с религиозно-култов характер.
Представлява кула, обикновено многоетажна, със стрехи, често извити, по етажите.

## Видове
Счита се, че първите пагоди се появяват най-напред в Непал, след това се разпространяват в Източна и Южна Азия. Прототип на непалската пагода е будистката ступа, която в страните с Тхеравада будизъм и до днес се нарича пагода, докато в другите страни пагодите и ступите се различават едни от други.
В Тайланд, Мианмар, Шри Ланка, Лаос, Камбоджа пагоди се наричат будистки ступи, представляващи често хранилища на свещени предмети или мемориални комплекси.
В Непал, Северна Индия, Китай, Корея, Япония, Виетнам, Индонезия, а също в западни страни, пагоди се наричат многоетажни кули, използвани и като храмове.
Във формата на пагода в Непал се строят също и индуистки храмове.

## Галерия
- Пагода Нятапола в Бхактапур, Непал
- Пагода в Ханой
- Голямата пагода в Лондон
- Пагода Якусидзи край Нара, Япония
- Бялата пагода в Пекин
- Пагоди в Гуейлин, Китай